# 1889 dans le catholicisme
Chronologie du catholicisme
- 1885
- 1886
- 1887
- 1888
- 1889
- 1890
- 1891
- 1892
- 1893

Cet article présente les faits marquants de l'année 1889 dans le catholicisme.

## Évènements
- 11 février : Création de trois cardinaux par Léon XIII
- 24 mai : Création de sept cardinaux par Léon XIII
- 7 juillet : Bénédiction de la basilique Notre-Dame-du-Rosaire de Lourdes
- 30 décembre : Création d'un cardinal par Léon XIII

## Naissances
- 10 janvier : 
  - Efrem Forni, cardinal italien, diplomate du Saint-Siège († 26 février 1976)
  - Sainte Nazaria Ignazia March Mesa, religieuse et fondatrice espagnole, missionnaire en Bolivie († 6 juillet 1943)
- 17 janvier : Giuseppe Beltrami, cardinal italien, diplomate du Saint-Siège († 13 décembre 1973)
- 30 janvier : 
  - Antonio Caggiano, cardinal argentin, archevêque de Buenos Aires († 23 octobre 1979)
  - José Garibi y Rivera, premier cardinal mexicain, archevêque de Guadalajara († 27 mai 1972)
- 1er février : Crisanto Luque Sánchez, premier cardinal colombien, archevêque de Bogotá († 7 mai 1959)
- 18 février : Aloisius Joseph Muench, cardinal américain, diplomate du Saint-Siège († 15 février 1962)
- 7 mars : Bienheureux Estephan Nehmé, religieux maronite libanais († 30 août 1938)
- 4 mai : Francis Spellman, cardinal américain, archevêque de New York († 2 décembre 1967)
- 8 mai : Joseph Évrard, prélat français, évêque de Meaux († 30 septembre 1974)
- 13 mai : Teodosio de Gouveia, cardinal et missionnaire portugais, archevêque de Lourenço Marques († 6 février 1962)
- 25 mai : Bienheureux Bronisław Komorowski, religieux, militant politique et martyr polonais du nazisme († 22 mars 1940)
- 21 juin : Guillermo Furlong, prêtre jésuite et historien argentin († 20 mai 1974)
- 5 juillet : Édouard Leys, prélat et missionnaire belge, vicaire apostolique du Kivu († 10 août 1945)
- 7 juillet : Francesco Roberti, cardinal italien de la Curie († 16 juillet 1977)
- 7 août : Georges Thierry d'Argenlieu, prêtre carme, amiral et résistant français, compagnon de la Libération († 7 septembre 1964)
- 21 août : Theodor Breher, prélat et missionnaire allemand, évêque de Yanji († 2 novembre 1950)
- 25 septembre : William Godfrey, cardinal britannique, archevêque de Westminster († 22 janvier 1963)
- 18 octobre : Stéphane Vautherin, prêtre, collaborateur et milicien français († 9 mai 1964)
- 20 octobre : Johann Gruber, prêtre autrichien, résistant au nazisme mort en déportation († 7 avril 1944)
- 22 octobre : Henri Bernard-Maître, prêtre jésuite et missionnaire français en Chine († 3 février 1975)
- 8 novembre : Joseph Salvat, prêtre et linguiste français († 29 décembre 1972)
- 29 décembre : Jean-Pierre Léonard, prélat et missionnaire luxembourgeois, premier archevêque de Madurai puis archevêque titulaire d'Izirzada (de)  († 5 décembre 1985)
- Date précise inconnue : 
  - Marcel Bruyère, prêtre et critique littéraire français († 27 janvier 1960)
  - Ludomir Sleńdziński, prêtre jésuite, peintre, sculpteur et pédagogue polonais († 1980)

## Décès
- 22 janvier : Mathurin Picarda, prélat et missionnaire français, vicaire apostolique de Sénégambie (° 12 mai 1845)
- 27 janvier : Franz Peter Knoodt, prêtre, philosophe et homme politique prussien (° 6 novembre 1811)
- 27 janvier : Aimée Pignolet de Fresnes dite Mère Marie Madeleine de la Croix, religieuse française (° 2 juin 1810)
- 28 janvier : Henri-Abel Mortier, prélat français, évêque de Digne (° 5 août 1825)
- 8 février : Édouard Bérard, prêtre et botaniste italien (° 26 juin 1825)
- 9 février : Jean-Baptiste-François Pitra, théologien, cardinal français de la Curie (° 1er août 1812)
- 25 février : Carlo Sacconi, cardinal italien de la Curie (° 9 mai 1808)
- 4 mars : Ignace Carbonnelle, prêtre jésuite et mathématicien belge (° 1er février 1829)
- 7 mars : Bienheureux José Olallo, religieux cubain (° 12 février 1820)
- 14 mars : Eugène-Emmanuel Mermet-Cachon, prêtre et missionnaire français, spécialiste du Japon (° 10 septembre 1828)
- 31 mars : Pierre-Noël-Joseph Foucard, prélat et missionnaire français, préfet apostolique du Kouang-Si (° 24 décembre 1830)
- 14 avril : Antoine Marie Garin, prêtre mariste et missionnaire français en Nouvelle-Zélande (° 23 juillet 1810)
- 17 avril : Joseph Auriol, prêtre et missionnaire français condamné pour meurtre (° 25 mai 1853)
- 8 mai : Jean-Baptiste-Zacharie Bolduc, prêtre canadien, missionnaire en Oregon (° 30 novembre 1818)
- 7 juin : Bienheureuse Marie-Thérèse de Soubiran, religieuse française, fondatrice des Sœurs de Marie Auxiliatrice (° 16 mai 1834)
- 2 juillet : Henri-Charles Lambrecht, prélat belge, évêque de Gand (° 26 janvier 1848)
- 10 juillet : Joseph Machebeuf, prélat et missionnaire français, premier évêque de Denver (° 11 août 1812)
- 13 juillet : Ernest Lelièvre, prêtre français (° 13 avril 1826)
- 3 août : Louis Eugène Regnault, prélat français, évêque de Chartres (° 21 février 1800)
- 6 août : Guglielmo Massaia, cardinal et missionnaire italien, vicaire apostolique de Galla, vénérable (° 9 juin 1809)
- 9 août : François-Alfred Fleury-Hottot, prélat français, évêque de Bayonne (° 28 octobre 1831)
- 15 août : Aimé-Victor-François Guilbert, cardinal français, archevêque de Bordeaux (° 15 novembre 1812)
- 31 août : Benjamin-Victor Rousselot, prêtre sulpicien français, missionnaire au Canada (° 17 janvier 1823)
- 1er septembre : Pierre-Remy Sempé, prêtre français, premier recteur du sanctuaire de Lourdes (° 1er octobre 1818)
- 23 septembre : Placido Maria Schiaffino, cardinal italien de la Curie (° 5 septembre 1829)
- 26 septembre : Jean-François Allard, prélat français, missionnaire en Afrique, premier évêque de Durban, vicaire apostolique du Natal (en) et évêque titulaire de Sébaste-en-Palestine (de) puis archevêque titulaire de Taron (de) (° 27 novembre 1806)
- 2 novembre : Bienheureux Pie de Saint Louis, religieux italien (° 29 avril 1868)
- 14 novembre : Bienheureuse Marie Thérèse de Jésus, religieuse italienne, fondatrice des Sœurs de Notre-Dame du Mont-Carmel (° 15 mai 1825)
- 26 novembre : Bienheureuse Gaetana Sterni, religieuse italienne, fondatrice des Sœurs de la volonté divine (° 26 juin 1827)
- 14 décembre : 
  - Tirso Rafael Córdoba, prêtre, humaniste, poète, historien, journaliste avocat et homme politique mexicain (° 28 janvier 1838)
  - Cölestin Joseph Ganglbauer, cardinal autrichien, archevêque de Vienne (° 20 août 1817)